# Eulimastoma weberi
Eulimastoma weberi är en snäckart som först beskrevs av Morrison 1965.  Eulimastoma weberi ingår i släktet Eulimastoma och familjen Pyramidellidae. Inga underarter finns listade i Catalogue of Life.